# Transición hiperfina
En física atómica, una estructura hiperfina es una pequeña perturbación en los niveles de energía (o del espectro) de los átomos o moléculas debido a la interacción de un dipolo magnético, proveniente de la interacción del momento magnético nuclear con el campo magnético del electrón.
En los átomos, la estructura hiperfina surge de la energía del momento dipolar magnético nuclear que interactúa con el campo magnético generado por los electrones y la energía del momento cuadrupolar eléctrico nuclear en el gradiente de campo eléctrico debido a la distribución de carga dentro del átomo. La estructura hiperfina molecular generalmente está dominada por estos dos efectos, pero también incluye la energía asociada con la interacción entre los momentos magnéticos asociados con diferentes núcleos magnéticos en una molécula, así como entre los momentos magnéticos nucleares y el campo magnético generado por la rotación de la molécula
La estructura hiperfina contrasta con la estructura fina, que resulta de la interacción entre el momento magnético asociado con el espín del electrón y el momento angular orbital de los electrones. La estructura hiperfina, con cambios de energía típicamente órdenes de magnitudes más pequeños que los de un cambio de estructura fina, resulta de las interacciones del núcleo (o núcleos, en moléculas) con campos eléctricos y magnéticos generados internamente. 

Ilustración esquemática de la fina y la estructura hiperfina en un átomo de hidrógeno neutro.

## Historia
La primera teoría de la estructura hiperfina atómica fue dada en 1930 por Enrico Fermi
 para un átomo que contiene un único electrón de valencia con un momento angular arbitrario. La división Zeeman de esta estructura fue discutida por S. A. Goudsmit y R. F. Bacher ese mismo año.
En 1935, H. Schüler y Theodor Schmidt propusieron la existencia de un momento cuadrupolar nuclear para explicar las anomalías en la estructura hiperfina.

## Teoría
De acuerdo con el pensamiento clásico, el electrón que se mueve alrededor del núcleo tiene un momento  de dipolo magnético, causado porque este está cargado. La interacción de este momento de dipolo magnético con el momento magnético del núcleo (debido a su Espín) conlleva a la división entre hiperfinos.
Sin embargo, debido al spin del electrón, existe también división de hiperfinos para la capa-S de los electrones, la cual tiene un momento angular orbital cero. En este caso, la interacción de dipolo magnético es aún más fuerte, como la densidad de probabilidad de electrones no desaparecen en el interior del núcleo ({\displaystyle ~r=0~}).

### Estructura hiperfina atómica

#### Dipolo magnético
El término dominante en el Hamiltoniano hiperfino es típicamente el término dipolo magnético. Núcleos atómicos con un espín nuclear distinto de cero. {\displaystyle \mathbf {I} } tienen un momento dipolar magnético, dado por:
{\displaystyle {\boldsymbol {\mu }}_{\text{I}}=g_{\text{I}}\mu _{\text{N}}\mathbf {I} ,}
donde {\displaystyle g_{\text{I}}} es el g-factor y {\displaystyle \mu _{\text{N}}} es el magnetón nuclear.
Existe una energía asociada a un momento dipolar magnético en presencia de un campo magnético. Para un momento dipolar magnético nuclear, μI, situado en un campo magnético, B', el término relevante en el Hamiltoniano viene dado por:
{\displaystyle {\hat {H}}_{\text{D}}=-{\boldsymbol {\mu }}_{\text{I}}\cdot \mathbf {B} .}
En ausencia de un campo aplicado externamente, el campo magnético que experimenta el núcleo es el asociado al momento angular orbital (ℓ) y de espín (s) de los electrones:
{\displaystyle \mathbf {B} \equiv \mathbf {B} _{\text{el}}=\mathbf {B} _{\text{el}}^{\ell }+\mathbf {B} _{\text{el}}^{s}.}

El momento angular orbital del electrón resulta del movimiento del electrón alrededor de algún punto externo fijo que tomaremos como la ubicación del núcleo. El campo magnético en el núcleo debido al movimiento de un solo electrón, con carga -e' en una posición r relativa al núcleo, viene dado por:
{\displaystyle \mathbf {B} _{\text{el}}^{\ell }={\frac {\mu _{0}}{4\pi }}{\frac {-e\mathbf {v} \times -\mathbf {r} }{r^{3}}},}
Para un átomo de muchos electrones esta expresión se escribe generalmente en términos del momento angular orbital total, {\displaystyle \mathbf {L} }, sumando sobre los electrones y utilizando el operador de proyección, 
{\displaystyle \varphi _{i}^{\ell }}, donde {\textstyle \sum _{i}\mathbf {\ell } _{i}=\sum _{i}\varphi _{i}^{\ell }\mathbf {L} }. Para los estados con una proyección bien definida del momento angular orbital, Lz, podemos escribir {\displaystyle \varphi _{i}^{\ell }={\hat {\ell }}_{z_{i}}/L_{z}}, dando:
{\displaystyle \mathbf {B} _{\text{el}}^{\ell }=-2\mu _{\text{B}}{\frac {\mu _{0}}{4\pi }}{\frac {1}{L_{z}}}\sum _{i}{\frac {{\hat {\ell }}_{zi}}{r_{i}^{3}}}\mathbf {L} .}
El momento angular de espín del electrón es una propiedad fundamentalmente diferente que es intrínseca a la partícula y, por tanto, no depende del movimiento del electrón. No obstante, es un momento angular y cualquier momento angular asociado a una partícula cargada da lugar a un momento dipolar magnético, que es la fuente de un campo magnético. Un electrón con momento angular de espín, s, tiene un momento magnético, μs, dado por:
{\displaystyle {\boldsymbol {\mu }}_{\text{s}}=-g_{s}\mu _{\text{B}}\mathbf {s} ,}
donde gs es el factor g de espín del electrón y el signo negativo se debe a que el electrón está cargado negativamente (considérese que partículas cargadas negativa y positivamente con masa idéntica, viajando por trayectorias equivalentes, tendrían el mismo momento angular, pero darían lugar a corrientes en sentido contrario).
El campo magnético de un momento dipolar puntual, μs, viene dado por:
{\displaystyle \mathbf {B} _{\text{el}}^{s}={\frac {\mu _{0}}{4\pi r^{3}}}\left(3\left({\boldsymbol {\mu }}_{\text{s}}\cdot {\hat {\mathbf {r} }}\right){\hat {\mathbf {r} }}-{\boldsymbol {\mu }}_{\text{s}}\right)+{\dfrac {2\mu _{0}}{3}}{\boldsymbol {\mu }}_{\text{s}}\delta ^{3}(\mathbf {r} ).}
The complete magnetic dipole contribution to the hyperfine Hamiltonian is thus given by:
{\displaystyle {\begin{aligned}{\hat {H}}_{D}={}&2g_{\text{I}}\mu _{\text{N}}\mu _{\text{B}}{\dfrac {\mu _{0}}{4\pi }}{\dfrac {1}{L_{z}}}\sum _{i}{\dfrac {{\hat {\ell }}_{zi}}{r_{i}^{3}}}\mathbf {I} \cdot \mathbf {L} \\&{}+g_{\text{I}}\mu _{\text{N}}g_{\text{s}}\mu _{\text{B}}{\frac {\mu _{0}}{4\pi }}{\frac {1}{S_{z}}}\sum _{i}{\frac {{\hat {s}}_{zi}}{r_{i}^{3}}}\left\{3\left(\mathbf {I} \cdot {\hat {\mathbf {r} }}\right)\left(\mathbf {S} \cdot {\hat {\mathbf {r} }}\right)-\mathbf {I} \cdot \mathbf {S} \right\}\\&{}+{\frac {2}{3}}g_{\text{I}}\mu _{\text{N}}g_{\text{s}}\mu _{\text{B}}\mu _{0}{\frac {1}{S_{z}}}\sum _{i}{\hat {s}}_{zi}\delta ^{3}{\left(\mathbf {r} _{i}\right)}\mathbf {I} \cdot \mathbf {S} .\end{aligned}}}
El primer término da la energía del dipolo nuclear en el campo debido al momento angular orbital electrónico. El segundo término da la energía de la interacción de "distancia finita" del dipolo nuclear con el campo debido a los momentos magnéticos de espín de los electrones. El último término, a menudo conocido como Contacto de Fermi' se refiere a la interacción directa del dipolo nuclear con los dipolos de espín y sólo es distinto de cero para estados con una densidad de espín de electrones finita en la posición del núcleo (aquellos con electrones no apareados en s -subcáscaras). Se ha argumentado que se puede obtener una expresión diferente si se tiene en cuenta la distribución detallada del momento magnético nuclear.}
Para estados con {\displaystyle \ell \neq 0} esto puede expresarse en la forma
{\displaystyle {\hat {H}}_{D}=2g_{I}\mu _{\text{B}}\mu _{\text{N}}{\dfrac {\mu _{0}}{4\pi }}{\dfrac {\mathbf {I} \cdot \mathbf {N} }{r^{3}}},}
donde:
{\displaystyle \mathbf {N} ={\boldsymbol {\ell }}-{\frac {g_{s}}{2}}\left[\mathbf {s} -3(\mathbf {s} \cdot {\hat {\mathbf {r} }}){\hat {\mathbf {r} }}\right].}
Si la estructura hiperfina es pequeña comparada con la estructura fina (a veces llamado acoplamiento IJ por analogía con el acoplamiento LS), I y J son buenos números cuánticos y los elementos matriciales de {\displaystyle {\hat {H}}_{\text{D}}} pueden aproximarse como diagonales en I y J. En este caso (generalmente cierto para elementos ligeros), podemos proyectar N sobre J (donde J = L' + S es el momento angular electrónico total) y tenemos:
{\displaystyle {\hat {H}}_{\text{D}}=2g_{I}\mu _{\text{B}}\mu _{\text{N}}{\dfrac {\mu _{0}}{4\pi }}{\dfrac {\mathbf {N} \cdot \mathbf {J} }{\mathbf {J} \cdot \mathbf {J} }}{\dfrac {\mathbf {I} \cdot \mathbf {J} }{r^{3}}}.}
Esto se escribe comúnmente como
{\displaystyle {\hat {H}}_{\text{D}}={\hat {A}}\mathbf {I} \cdot \mathbf {J} ,}
con {\textstyle \left\langle {\hat {A}}\right\rangle }
siendo la constante de estructura hiperfina que se determina experimentalmente. Puesto que I⋅J = {F⋅F - I⋅I - J⋅J} (donde F = I + J es el momento angular total), esto da una energía de:
{\displaystyle \Delta E_{\text{D}}={\frac {1}{2}}\left\langle {\hat {A}}\right\rangle [F(F+1)-I(I+1)-J(J+1)].}
En este caso la interacción hiperfina satisface la regla del intervalo de Landé.

#### Cuadrupolo eléctrico
Los núcleos atómicos con espín {\displaystyle I\geq 1} tienen un momento cuadrupolar eléctrico. En el caso general esto se representa por un rank-2 tensor, {\displaystyle Q_{ij}}, con componentes dados por:
{\displaystyle Q_{ij}={\frac {1}{e}}\int \left(3x_{i}^{\prime }x_{j}^{\prime }-\left(r'\right)^{2}\delta _{ij}\right)\rho {\left(\mathbf {r} '\right)}\,d^{3}\mathbf {r} ',}
donde i y j son los índices del tensor que van de 1 a 3, xi y xj son las variables espaciales x, y y z dependiendo de los valores de i y j respectivamente, δij es el delta de Kronecker y ρ('r) es la densidad de carga. Al ser un tensor tridimensional de rango 2, el momento cuadrupolar tiene 32 = 9 componentes. A partir de la definición de los componentes está claro que el tensor cuadrupolar es una matriz simétrica (Qij = Qji) que también es  sin trazas ({\textstyle \operatorname {tr} Q=\sum _{i}Q_{ii}=0}), dando sólo cinco componentes en la representación irreducible. Expresado utilizando la notación de tensor esférico irreducible tenemos:
{\displaystyle T_{m}^{2}(Q)={\sqrt {\frac {4\pi }{5}}}\int \rho {\left(\mathbf {r} '\right)}\left(r'\right)^{2}Y_{m}^{2}\left(\theta ',\varphi '\right)\,d^{3}\mathbf {r} '.}
La energía asociada a un momento cuadrupolar eléctrico en un campo eléctrico no depende de la intensidad de campo, sino del gradiente de campo eléctrico, etiquetado confusamente como {\textstyle {\underline {\underline {q}}}} otro tensor de rango 2 dado por el producto exterior del  operador nabla con el vector campo eléctrico:
{\displaystyle {\underline {\underline {q}}}=\nabla \otimes \mathbf {E} ,}
con componentes dados por:
{\displaystyle q_{ij}={\frac {\partial ^{2}V}{\partial x_{i}\,\partial x_{j}}}.}

## Usos

### Astrofísica

La transición hiperfina como se muestra en la placa de Pioneer.

Como la división hiperfina es muy pequeña, las frecuencias de transición generalmente no se encuentran en las frecuencias ópticas, sino que están en el rango de frecuencias de radio o microondas (también llamadas submilimétricas).
La estructura hiperfina da la línea de 21 cm observada en las regiones HI en medio interestelar.
Carl Sagan y Frank Drake consideraron que la transición hiperfina del hidrógeno era un fenómeno suficientemente universal como para ser utilizado como unidad base de tiempo y longitud en la placa Pioneer y más tarde en el Disco de oro de las Voyager.
En astronomía submilimétrica, los receptores heterodinos se utilizan ampliamente para detectar señales electromagnéticas de objetos celestes, como núcleos de formación de estrellas u objetos estelares jóvenes. Las separaciones entre componentes vecinos en un espectro hiperfino de una transición rotacional observada suelen ser lo suficientemente pequeñas como para caber dentro de la banda de FI (frecuencia intermedia) del receptor. Dado que la profundidad óptica varía con la frecuencia, las relaciones de fuerza entre los componentes hiperfinos difieren de las de sus intensidades intrínsecas (u ópticamente delgadas) (estas son las llamadas anomalías hiperfinas, que a menudo se observan en las transiciones rotacionales de HCN.). Por tanto, es posible una determinación más precisa de la profundidad óptica. De esto podemos derivar los parámetros físicos del objeto.

### Espectroscopia nuclear
En los métodos de espectroscopia nuclear, el núcleo se utiliza para sondear la estructura local de los materiales. Los métodos se basan principalmente en interacciones hiperfinas con los átomos e iones circundantes. Los métodos importantes son la resonancia magnética nuclear, la espectroscopia de Mössbauer y la correlación angular perturbada.

### Tecnología nuclear
El atómica láser de vapor de separación de isótopos proceso (SILVA) utiliza la constante de acoplamiento entre las transiciones ópticas en uranio-235 y uranio-238 para selectivamente foto ionizar- sólo los átomos de uranio-235 y luego separar las partículas ionizadas de los no ionizados. Los láseres de colorante ajustados con precisión se utilizan como fuentes de la radiación de longitud de onda exacta necesaria.

### Uso para definir el segundo y el metro del Sistema Internacional
La transición de estructura hiperfina se puede usar para hacer un filtro de muesca de microondas con muy alta estabilidad, repetibilidad y factor Q, que por lo tanto se puede usar como base para relojes atómicos muy precisos. El término frecuencia de transición denota la frecuencia de radiación correspondiente a la transición entre los dos niveles hiperfinos del átomo, y es igual a f = ΔE/h , donde ΔE es la diferencia de energía entre los niveles y h es la constante de Planck. Normalmente, la frecuencia de transición de un isótopo particular de átomos de cesio o rubidio se utilizan como base para estos relojes.
Debido a la precisión de los relojes atómicos basados en la transición de estructura hiperfina, ahora se utilizan como base para la definición del segundo. Un segundo ahora se define como exactamente 9 192 631 770 ciclos de la frecuencia de transición de la estructura hiperfina de los átomos de cesio-133.
El 21 de octubre de 1983, la 17a CGPM definió el metro como la longitud del camino recorrido por la luz en el vacío durante un intervalo de tiempo de 1299,792,458 de un segundo.

### Pruebas de precisión de electrodinámica cuántica
La división hiperfina en hidrógeno y en muonio se ha utilizado para medir el valor de la constante de estructura fina α. La comparación con las mediciones de α en otros sistemas físicos proporciona una prueba rigurosa de la electrodinámica cuántica.

### Qubit en computación cuántica con trampa de iones
Los estados hiperfinos de un ion atrapado se utilizan comúnmente para almacenar qubits en la computación cuántica con trampa de iones . Tienen la ventaja de tener una vida útil muy larga, superando experimentalmente ~ 10 minutos (en comparación con ~ 1s para niveles electrónicos metaestables).
La frecuencia asociada con la separación de energía de los estados está en la región de microondas , lo que hace posible impulsar transiciones hiperfinas utilizando radiación de microondas. Sin embargo, en la actualidad no hay ningún emisor disponible que pueda enfocarse para dirigirse a un ion particular de una secuencia. En cambio, se puede usar un par de pulsos láser para impulsar la transición, haciendo que su diferencia de frecuencia (desafinación) sea igual a la frecuencia de transición requerida. Esta es esencialmente una transición Raman estimulada. Además, los gradientes de campo cercano se han aprovechado para abordar individualmente dos iones separados por aproximadamente 4,3 micrómetros directamente con radiación de microondas.